# Arend Fokke Simonsz
Arend Fokke Simonsz (Amsterdam, 3 juli 1755 – aldaar, 15 november 1812) was een Nederlandse schrijver en literator.
Arend Fokke Simonsz werd geboren als zoon van Simon en Cornelia Fokke. Simonsz werd vooral bekend als schrijver, maar was daarnaast een belangrijk persoon in de literaire wereld aan het eind van de achttiende eeuw. Hij had enige tijd een eigen uitgeverij en was lid van een groot aantal literaire genootschappen. Hij leefde zijn gehele leven in Amsterdam, maar had een groot aantal contacten door het hele land.
Hij stierf op 57-jarige leeftijd in Amsterdam.